# Eduardo Cesar Daude Gaspar
Eduardo Cesar Daud Gaspar (São Paulo, 15 mei 1978) - voetbalnaam Edu - is een Braziliaans voormalig profvoetballer en huidig voetbalbestuurder. Op 9 juli 2019 werd Edu aangesteld als eerste technisch directeur van Arsenal ooit.

## Clubvoetbal
Edu speelde in eigen land voor Corinthians, waarmee hij in 1998 en 1999 de Campeonato Brasileiro Série A en in 2000 het eerste FIFA WK voor clubs won. In eerste instantie zou Edu vanaf het begin van het seizoen 2000/01 voor Arsenal spelen, maar door problemen met de geldigheid van zijn paspoort tekende de Braziliaan pas in januari 2001 een contract bij The Gunners. In 2002 en 2004 won Edu de Engelse landstitel met Arsenal. In het seizoen 2004/05 verloor de Braziliaan zijn plaats op het middenveld aan de jonge Spanjaard Cesc Fàbregas en nadat zijn contract in juni 2005 afliep, tekende Edu bij Valencia. In de voorbereiding op het seizoen 2005/06 liep hij echter een kniebandblessure op en Edu miste een groot deel van het seizoen. Pas in april 2006 debuteerde de middenvelder tegen Cádiz in de Primera División. In het seizoen 2006/07 startte Edu als een vaste waarde bij Los Chés, maar een nieuwe kniebandblessure schakelde hem opnieuw enkele maanden uit. Hij verruilde in augustus 2009 Valencia transfervrij voor Corinthians.

## Nationaal elftal
Edu speelde enkele interlands voor Brazilië. Hij debuteerde in 2004 tegen Chili en in hetzelfde jaar behoorde de middenvelder tot de Braziliaanse selectie die de CONMEBOL Copa América won. In 2005 werd de FIFA Confederations Cup gewonnen.

## Erelijst
Corinthians
- Campeonato Brasileiro Série A: 1998, 1999
- FIFA Club World Championship: 2000

 Arsenal
- Premier League: 2001/02, 2003/04
- FA Cup: 2001/02, 2004/05
- FA Community Shield: 2002

 Valencia
- Copa del Rey: 2007/08

 Brazilië
- CONMEBOL Copa América: 2004
- FIFA Confederations Cup: 2005

Individueel
- Premier League Player of the Month: februari 2004